# Ananthanahalli, Harapanahalli
Ananthanahalli là một làng thuộc tehsil Harapanahalli, huyện Davanagere, bang Karnataka, Ấn Độ.